# Cima Verosso
Der Cima Verosso ist ein 2444 m ü. M. hoher Berg der Penniner Alpen, an der Grenze zwischen der Schweiz und Italien.

## Erreichbarkeit
Der Cima Verosso kann zum Beispiel vom Rifugio Gattascosa über den nördlichen Grat des Berges entlang der Grenze in einer rund einstündigen, anspruchsvollen Wanderung erreicht werden.